# Wasserburg Kapellendorf
Die Wasserburg Kapellendorf befindet sich in einer Talsenke des Sulzbachs in der Mitte der Gemeinde Kapellendorf, die in der Mitte des Städtedreiecks Jena – Weimar – Apolda liegt. Die Wasserburg gehört zu den größten und besterhaltenen Burgen Thüringens. Sie wurde im 12. Jahrhundert gegründet und wird gegenwärtig als Museum und als Veranstaltungsort genutzt. Die Wasserburg Kapellendorf ist eine Außenstelle des Stadtmuseums Erfurt.

## Die ur- und frühgeschichtliche Besiedlung und die archäologischen Untersuchungen 1933
Archäologische Untersuchungen, die im Jahr 1932 mit Freilegungsarbeiten unter Einsatz des Reichsarbeitsdienstes im Gelände der Burg begannen und ab 1933 unter der wissenschaftlichen Aufsicht von Gotthard Neumann und Erwin Schirmer (beide Germanisches Museum der Universität Jena) geleitet wurden, ergaben, dass das Gelände in der Niederung des Sulzbaches nordwestlich des heutigen Dorfs Kapellendorf bereits in der frühen Bronzezeit besiedelt war. Im Zwingerbereich konnte Keramik der Aunjetitzer Kultur festgestellt werden. Die Mehrzahl der Funde und Befunde stammt jedoch aus dem Mittelalter, insgesamt konnten bei den Erdbewegungen auf dem gesamten Gelände nahezu 1000 Kilogramm mittelalterliche Keramik-, Glas-, Metall- und Knochenfunde geborgen werden.

## Der Ort Kapellendorf im frühen Mittelalter
Der Ort Capelladorf wird bereits 833 in den Schenkungsurkunden des Klosters Fulda erwähnt. Der Schenker war ein Graf Asis, – nicht 875 ein Graf Hessi, wie häufig noch unrichtig behauptet wird – ein außerordentlich mächtiger Mann in Thüringen, der sowohl eine vom König verliehene Grafschaft innehatte als auch über umfangreichen Eigenbesitz wie in Kapellendorf frei verfügen konnte. Den Fuldaer Totenannalen zufolge, in denen sein Name an prominenter Stelle eingetragen ist, starb Asis 837. Aus der historischen Überlieferung kann geschlossen werden, dass in Kapellendorf eine Kirche bestand, die möglicherweise bereits von den Vorfahren des Grafen Asis und seiner Brüder gegründet worden war, nicht aber, dass diese Familie auch selbst im Ort ansässig war – wie es die ältere Forschung stets annahm. Die Familie verfügte neben umfangreichem Besitz im Raum Weimar und Erfurt auch über Güter in Südthüringen und Franken, im Raum um Hildburghausen und Gotha.
Bei einer schon frühzeitig und meist noch heute postulierten und 1961 sogar als Modell rekonstruierten hölzernen Turmhügelburg des 8. bis 10. Jahrhunderts als Vorgängeranlage handelt es sich um eine gelehrte Erfindung, mit der eine Kontinuität zu der frühen Nennung hergestellt werden sollte. Befunde und Funde, die Aussagen zu einer frühen Turmhügelburg zulassen würden, liegen nicht vor. Lediglich wenige Lesefunde aus dem 11. Jahrhundert aus einem Areal an der im Dorf gelegenen Kirche zeigen die Existenz einer unbefestigten Siedlung an dieser Stelle an.

## Die Gründung der Burg unter den Burggrafen von Kirchberg im 12. Jahrhundert
Die nächste Nennung Kapellendorfs liegt erst wieder aus dem Jahr 1182 vor. An einer Besitzübertragung an das Zisterzienserkloster Altzelle, die von Landgraf Ludwig III. von Thüringen urkundlich bestätigt wurde, war ein Theoderico de Capellendorph beteiligt. Er gehörte einer edelfreien Familie an, die als Burggrafen von Kirchberg bei Jena im Dienste des Reiches standen und 1149 erstmals mit dem Namen de Kyrberch in den Quellen erscheinen. Ein lange Zeit angenommener Zusammenhang zwischen dieser Familie und dem im 9. Jahrhundert genannten Graf Asis ist sehr unwahrscheinlich. Nach den Forschungsergebnissen von Wolfgang Hartmann könnte es sich bei den Edelfreien von Kirchberg und Kapellendorf um Angehörige des Adelsgeschlechts der Reginbodonen handeln.

Grundriss der Wasserburg Kapellendorf

Bei den Ausgrabungen 1933 konnten große Teile der ersten steinernen Befestigung aus der zweiten Hälfte des 12. Jahrhunderts erforscht werden. Es handelt sich um eine nahezu kreisrunde Burganlage von 32 Meter Durchmesser, die von einer 1,80 Meter starken Ringmauer und einem Graben umgeben war. Im Nordosten der Anlage sind die Reste des romanischen Wohnbaus erhalten geblieben, der direkt an die Ringmauer angelehnt war. Im Zentrum der Burg wurde der untere Teil eines freistehenden, bis Ende des 18. Jahrhunderts wieder geschleiften, Bergfriedes mit einem Außendurchmesser von zehn Metern freigelegt. Auffällig ist die Verwendung von Buckelquadern, die sonst im thüringisch-sächsischen Raum relativ selten vorkommen. Der Bergfried war wohl im späten 12. oder frühen 13. Jahrhundert errichtet worden, wahrscheinlich erst anschließend an den Bau der Ringmauer und der Randbebauung oder gar mit gewissem zeitlichen Abstand. Die bisher zumeist angegebene Datierung „wohl nicht vor 1120 und nicht später als 1180-1200“ ist nicht zwingend und erscheint zu früh. Die Wasserversorgung war durch einen bis in eine Tiefe von 10,80 Meter untersuchten Burgbrunnen und eine Zisterne gewährleistet. Die vier Meter tiefe Filterzisterne nahm vermutlich das Regenwasser auf, das von dem Palasdach herabfloss.

## Die Burg im Besitz der Stadt Erfurt und der Ausbau im 14. Jahrhundert

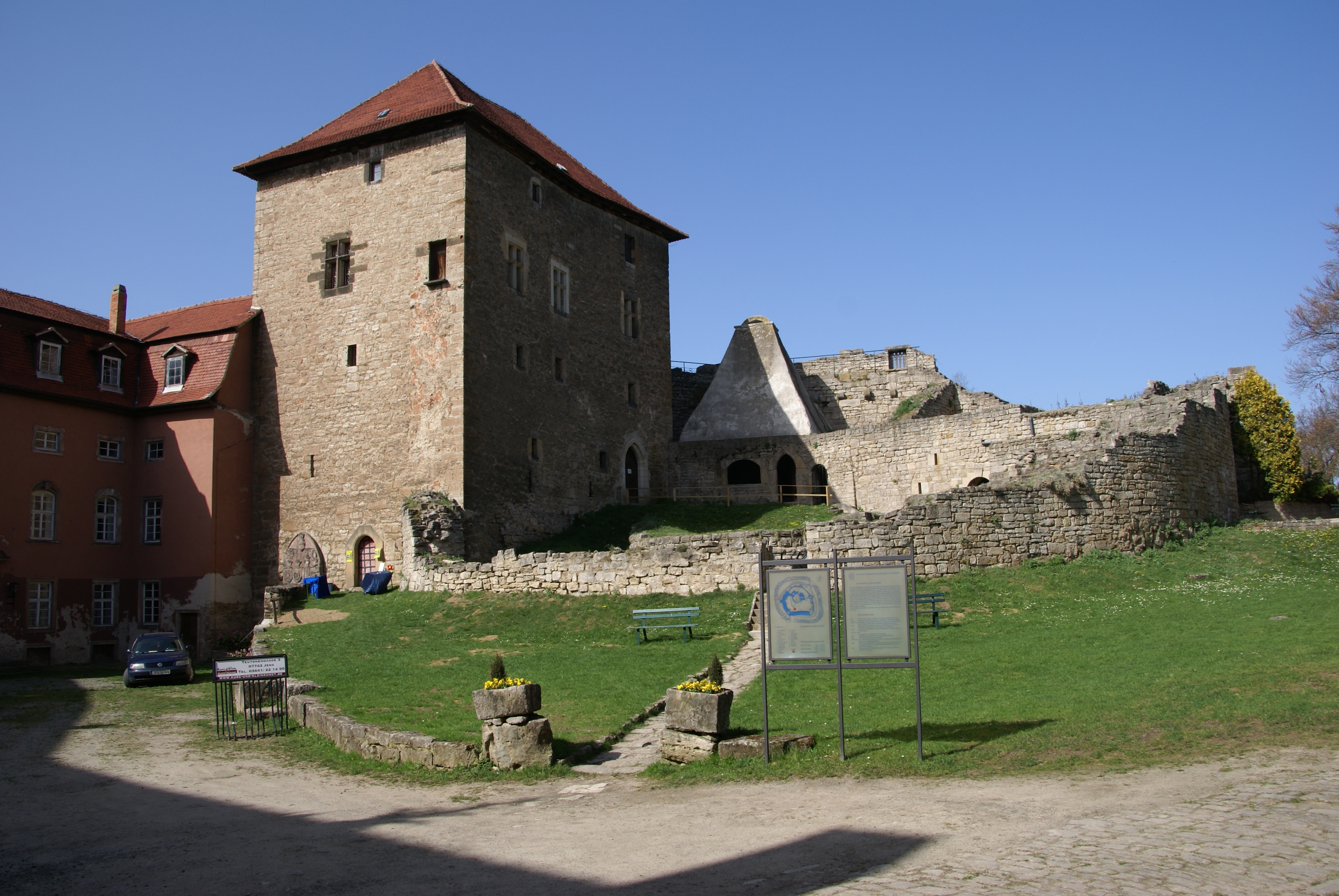
Kemenate

Der Niedergang der Burggrafen von Kirchberg setzte schon Anfang des 14. Jahrhunderts mit der Zerstörung der drei Burgen auf dem Hausberg bei Jena (1304) ein. Am 13. Juli 1348 musste Burggraf Hartmann von Kirchberg sogar den Stammsitz Kapellendorf aus Finanznöten an einen Mittelsmann der Stadt Erfurt verkaufen. 1350 erwarb die Stadt mehrere Dörfer im Umland, zwei Jahre später auch die Gerichtsherrschaft, und ließ sich daraufhin einen Teil der Herrschaft Kapellendorf von König Karl IV. als Reichslehen verleihen. Daraufhin erfolgten die Einrichtung eines Amtssitzes und eine wesentliche Erweiterung der Burganlage. Der Baubestand dieser Ausbauphase in der zweiten Hälfte des 14. Jahrhunderts ist im Wesentlichen bis heute erhalten geblieben. Hierzu gehören der fünfstöckige Wohnturm, die sogenannte Kemenate, und das Küchengebäude mit großem Kamin („Ochsenbratküche“) im Zentrum der Burganlage.
Durch die Anlage einer etwa fünfeckigen Vorburg wurde die Burg wesentlich erweitert, sie umfasste nun eine Fläche von 2,25 Hektar. Sie ist von einem bis zu 30 Meter breiten Wassergraben umgeben, dem ursprünglich noch ein Wall vorgelagert war, so dass der Gesamtdurchmesser der Burganlage etwa 180 Meter betrug. Auf der Nordseite ist diese Vorbefestigung bis heute gut erhalten, im Osten und Südosten deuten nur noch kleinere Reste ihren ehemaligen Verlauf an. An den Hauptangriffsseiten im Süden und Osten wurden an der neuen Ringmauer zwei hohe und geschlossene Flankierungstürme mit Schlitzscharten errichtet, die drei anderen Ecken lediglich mit Schalentürmen besetzt. Der ursprüngliche Zugang zur Vorburg lag im Süden, noch heute ist das gotische Portal im Mauerwerk deutlich zu erkennen. An die neue Ringmauer sind mehrere Wohn- und Wirtschaftsgebäude angebaut, die in ihrer Form jedoch meist erst jüngeren Zeiten entstammen. In der Burg lagerte die Stadt Erfurt größere Mengen an Waffen, Rüst- und Kriegsmaterial sowie Lebensmittel ein, die in einem Inventar aus dem Jahr 1392 detailliert aufgelistet werden.

## Die Burg unter den „Raubrittern“ von Vitzthum

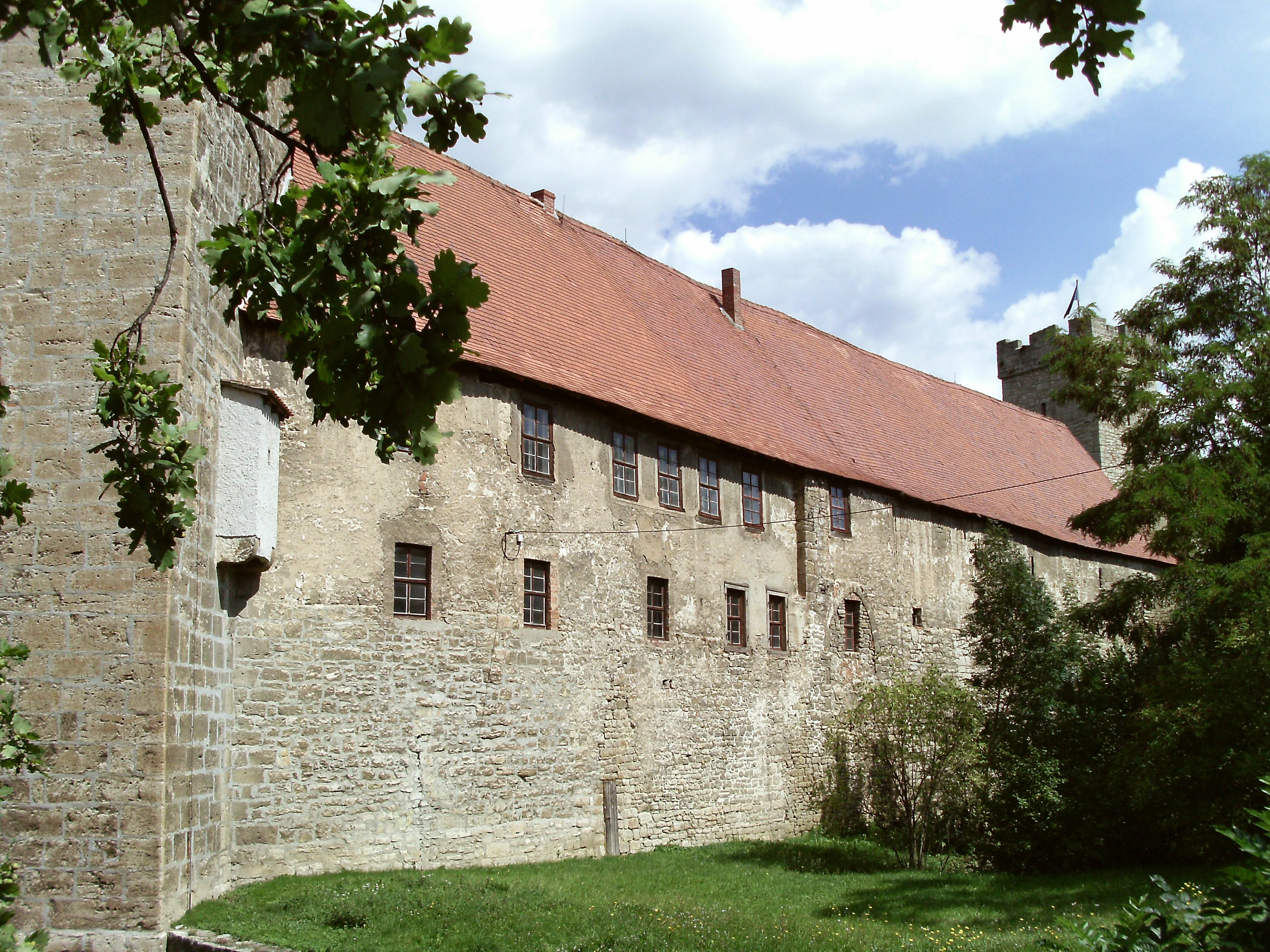
Südseite

1446 vertrauten die Erfurter den Schutz ihrer Kaufleute in der Umgebung von Kapellendorf dem Ritter Apel Vitzthum von Roßla an und übergaben diesem Burg und Amt wiederkäuflich auf 21 Jahre. Damit hatten sie jedoch „den Bock zum Gärtner“ gemacht, denn zusammen mit seinen Brüdern Busso und Bernhard wandte sich der am sächsischen Hof in Ungnade gefallene Apel Viztum gegen Landgraf Wilhelm III. von Thüringen und überfiel mehrfach Erfurter und andere Kaufleute. Als im Oktober 1451 eine Gesandtschaft des burgundischen Herzogs wegen einer geplanten Heiratsverbindung zu dem sächsischen Kurfürsten Friedrich II. den Sanftmütigen unterwegs war, wurde sie von den Brüdern Vitzthum überfallen, ausgeplündert und in Gefangenschaft nach Kapellendorf verbracht. Die sächsischen Herzöge nahmen daraufhin zusammen mit den Städten Erfurt, Sangerhausen, Mühlhausen und Nordhausen und umwohnenden Adligen die Eroberung der Burgen der Viztume Wachsenburg, Kapellendorf, Gleisberg (Kunitzburg), Dornburg, Leuchtenburg, Isserstedt, Camburg und anderer auf. Um den 30. Dezember 1451 wurden das sloz Cappilndorf, in der ein Teil der burgundischen Räte gefangen gehalten wurde, nach achtwöchiger Belagerung wegen Nahrungsmittel- und Munitionsmangel übergeben und den Verteidigern freier Abzug gewährt.

## Die Wasserburg in der frühen Neuzeit

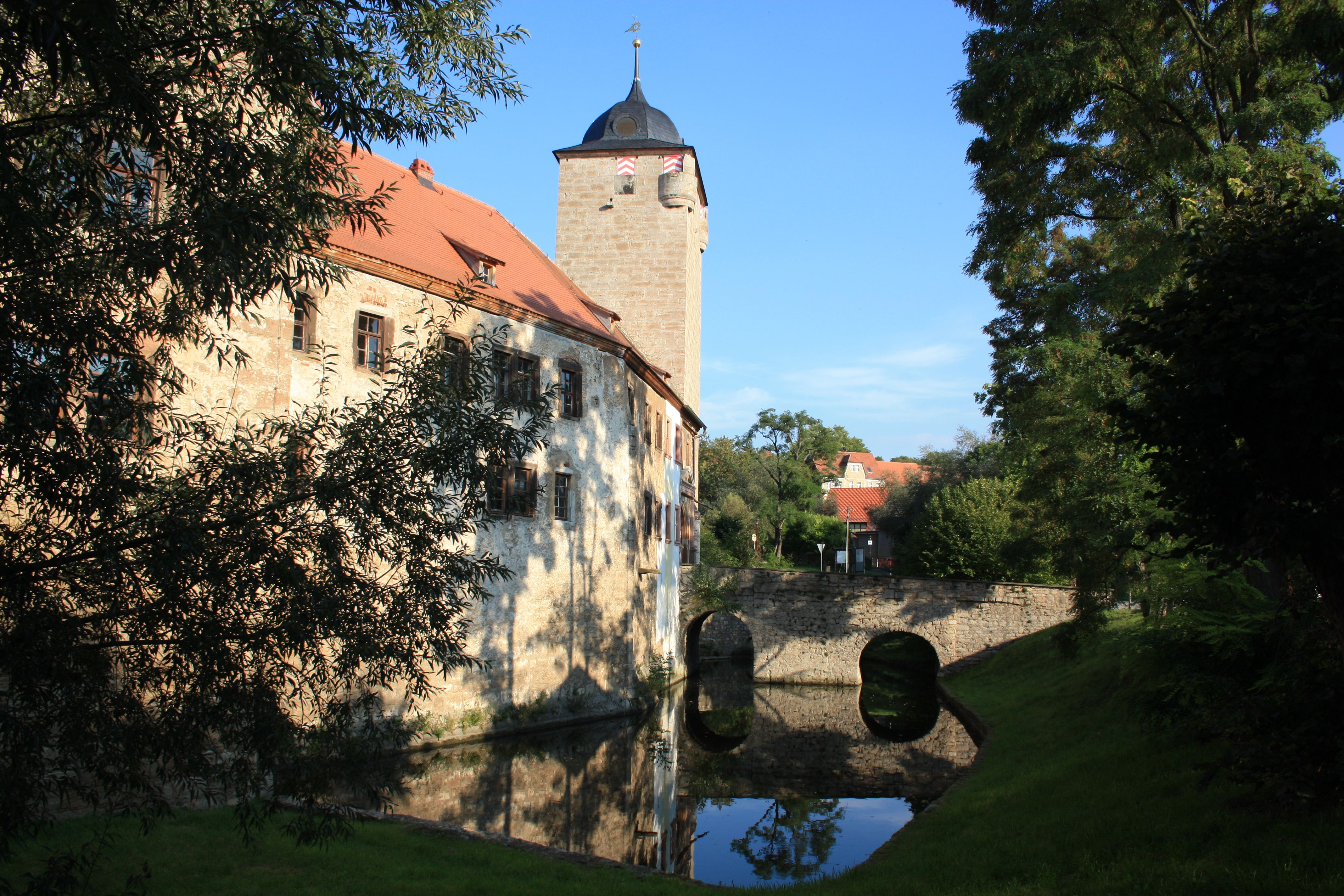
Wassergraben und Brücke

Im Austausch gegen die Wachsenburg kam Kapellendorf 1452 wieder in den Besitz der Stadt Erfurt. Aufgrund drückender finanzieller Nöte musste der Rat der Stadt Kapellendorf 1508 an Kurfürst Friedrich den Weisen und Herzog Johann von Sachsen verpfänden, was Anlass zu einem Aufstand – das sogenannte Tolle Jahr der Erfurter Bürger gegen ihren Rat gab. In der zweiten Hälfte des 16. Jahrhunderts erfolgte die Verlagerung des Tores an den Turm im Südwesten und der Bau einer steinernen Brücke über den Wassergraben. In den folgenden Jahrhunderten erlebte das Schloss mehrere Teilzerstörungen durch Brände wie 1599 oder Unwetter 1613, aber auch Phasen des erneuten Aufbaus wie nach der Einrichtung eines Justiz- und Rentamtes 1684. Der Buckelquaderturm, der auf einer Federzeichnung von 1657 noch in einer ansehnlichen Höhe erhalten ist, wurde in der zweiten Hälfte des 17. Jahrhunderts und im 18. Jahrhundert bis auf den Reststumpf abgebrochen und die Steine zusammen mit anderem Abbruchmaterial nach Weimar gebracht, um dort verbaut zu werden. Im Oktober 1806 richtete der Fürst zu Hohenlohe-Ingelfingen in der Burg Kapellendorf sein Hauptquartier als Oberbefehlshaber eines Teiles der preußischen Armee in der Schlacht bei Jena und Auerstedt gegen die Truppen Napoleons ein. Von 1866 bis 1879 brachte die Universität Jena ihre "Irrenanstalt" in der Burg unter. Danach zog die Schule des Dorfes ein.

## Die Burg im 20. Jahrhundert und heute

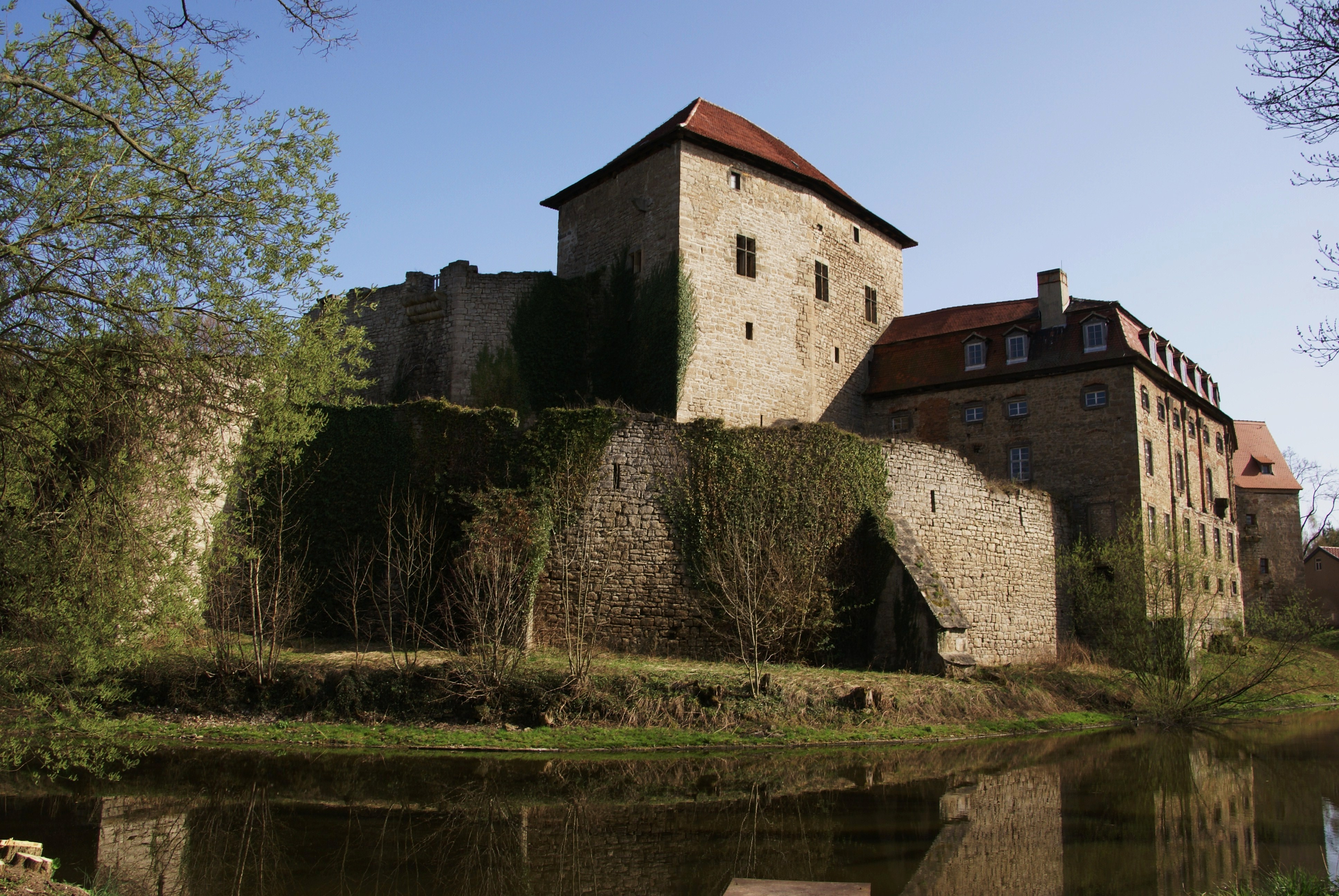
Nordwestseite

Die Großherzöge von Sachsen-Weimar-Eisenach blieben bis 1918 im Besitz von Kapellendorf. 1922 wurde die Burg von der Thüringischen Staatsregierung an einen Privatmann verkauft, 1929 gelangte sie nach über 400 Jahren an einen Erfurter Bürger. 1930 wurde die vom Verein für die Geschichte und Altertumskunde von Erfurt gegründete „Burggemeinde Kapellendorf“ Besitzerin der Burg und begann 1932 mit der Freilegung und Sicherung der Anlage für eine touristische Nutzung. Die Leitung der Burggemeinde hatte Johannes Biereye übernommen. Die Burg war zum damaligen Zeitpunkt nahezu eine Vollruine.
1933 vermittelte die Burggemeinde den Ankauf der Burg durch die Stadt Erfurt und trug wesentlich zur Sanierung der reizvollen Anlage bei.
Bis 1935 war es möglich, die Bauten der Süd- und Westseite so weit herzurichten, dass benutzbare Räume entstanden. Weiterhin wurden in den 1930er Jahren Arbeiten zur Sicherung der Kemenate durchgeführt und der Verliesturm wurde rekonstruiert.
Ab 1943 waren die Unterlagen des Stadtarchivs Erfurt und Bestände der Wissenschaftlichen Allgemeinbibliothek Erfurt als Schutz vor den zunehmenden Luftangriffen in die Wasserburg ausgelagert.

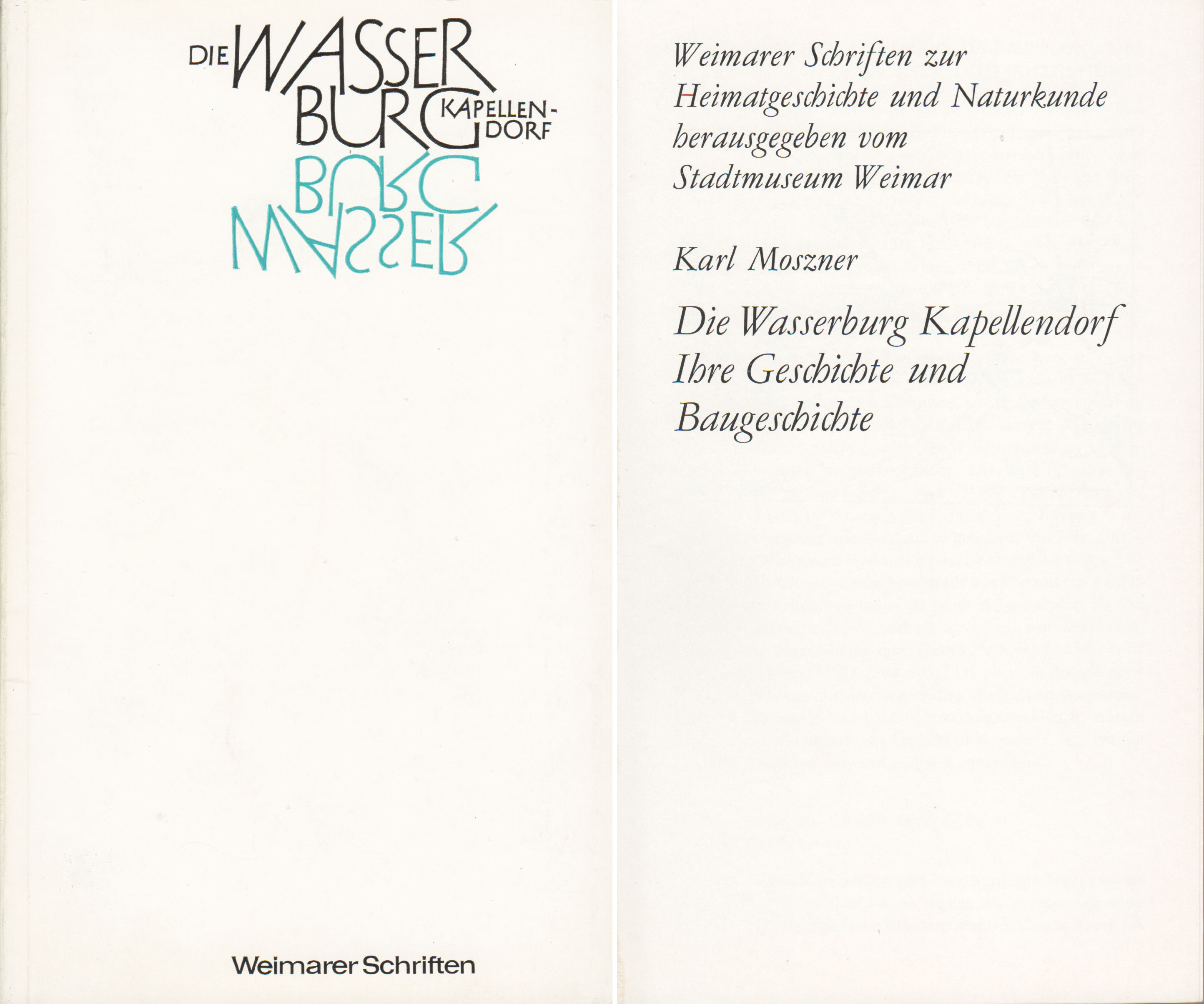
Titelseiten eines Weimarer Heftes zur Wasserburg Kapellendorf (1977)

Ausbau und Restaurierungen wurden in der DDR durch den „Arbeitskreis Wasserburg Kapellendorf“ vorangetrieben. Zu diesem Arbeitskreis gehörten der von der Stadt Erfurt beauftragte Hanns Feldmann, der Architekt Karl Fleckner und der Geschichtslehrer Karl Moszner. Sie sorgten für weitreichende Renovierungen und eine Neugestaltung des Burgmuseums. Unter anderem wurden das Dach der Kemenate und das Dach des Prinzessinenbaus neu gedeckt und die mittelalterliche Kaminküche vor dem Verfall gerettet.
1975 wurde in der „Kemenate“ der Wasserburg Kapellendorf eine Ausstellung zu Burg und Stadt im Mittelalter eröffnet. Seit 1998 ist die Burg Eigentum der Stiftung Thüringer Schlösser und Gärten und beherbergt ein Museum, welches von der Stadt Erfurt betrieben wird und wechselnde Ausstellungen zeigt. Die Burg dient gleichzeitig als Veranstaltungsort für verschiedene Feste, Theateraufführungen und Kinderprojekte.

## Literatur

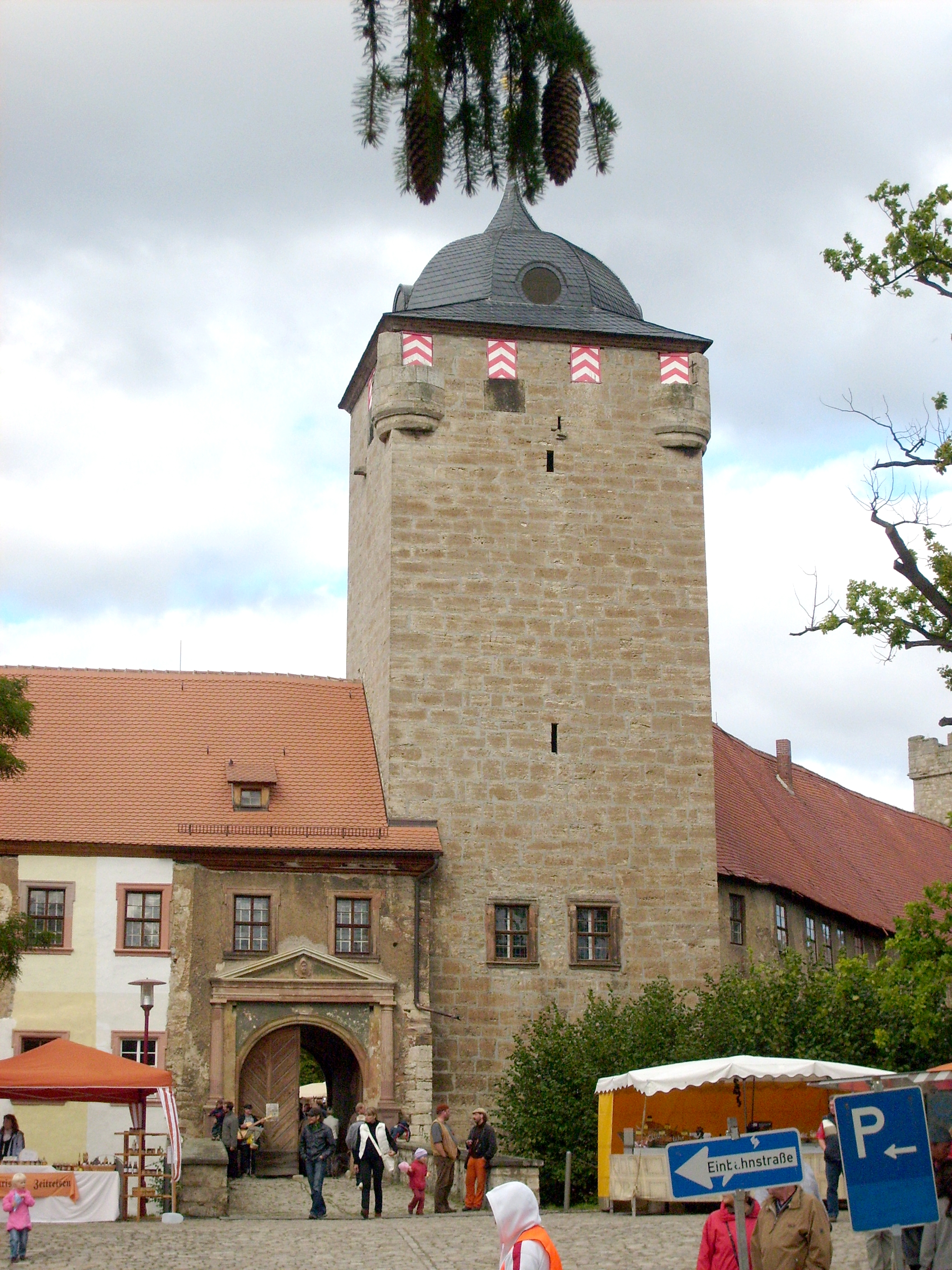
Tor

## Weblinks

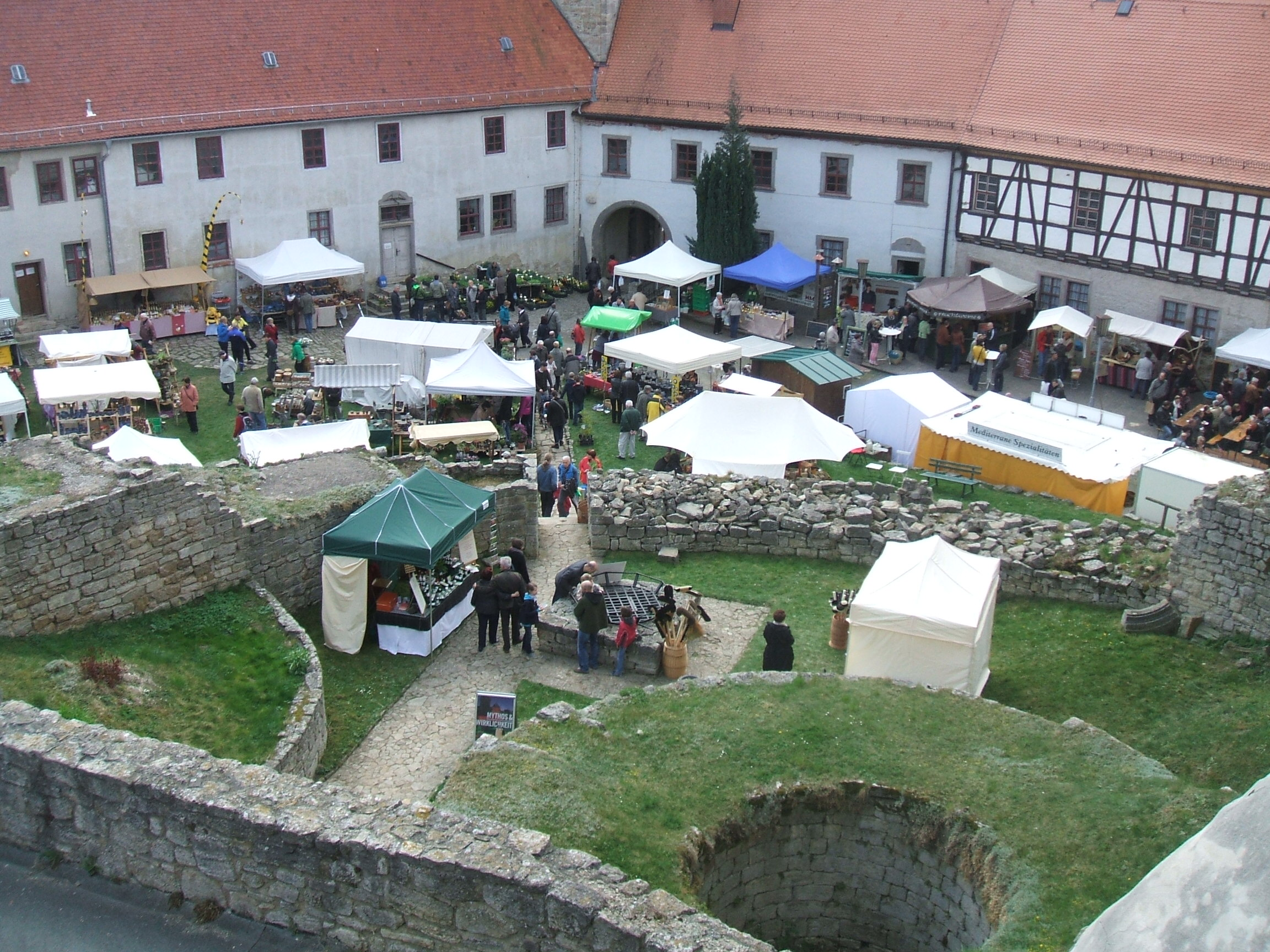
Innenhof